# Díjfizetés Németország autópályáin
Németországban az autópályák és gyorsforgalmi utak használata ingyenes motorkerékpárok és személygépjárművek részére.

## Toll Collect
2005-től a német autópályákon és kiválasztott szövetségi országutakon autópályadíj fizetési kötelezettsége érvényes a bel- és külföldi tehergépkocsikra 12 tonna megengedett teljes súlytól felfelé. A buszokra és néhány más járműcsoportra nem vonatkozik ez a díjkötelezettség.
A Toll Collect a Szövetségi Kormány megbízásának megfelelően olyan autópályadíj-rendszert működtet, amely a díjat pontosan a megtett kilométerek számának megfelelő használat alapján számítja ki és szedi be.
Az autópálya-használati díj bevezetésének tervezett időpontja eredetileg 2003 augusztusa volt, ám műszaki problémák adódtak a műholdas helymeghatározási rendszerrel, ezért az üzembe helyezés időpontja csúszott. A késedelmes indulás miatt az üzemeltetőtől 4,6 milliárd euró kártérítést követel a német állam.
A rendszer használatához (díjfizetéshez) szükséges egy berendezés, amely rögzíti, hogy a jármű hol hajtott fel az autópályára, és hol hagyta el azt. A két pont között igénybevett autópálya-szakasz figyelembevételével történik meg az útarányos díjfizetés. A készüléket csak az erre engedéllyel rendelkező cégek szerelhetik be.
Az útdíj függ a jármű tengelyeinek számától, az emissziós osztálytól és az adott körzethez tartozó útdíjalaptól.